# Musée d'une rue
 (mars 2018).
Si vous disposez d'ouvrages ou d'articles de référence ou si vous connaissez des sites web de qualité traitant du thème abordé ici, merci de compléter l'article en donnant les références utiles à sa vérifiabilité et en les liant à la section « Notes et références ».
Le Musée d'une rue est un musée à Kiev situé sur la descente Saint-André et consacré à ses histoires.
Le musée a été ouvert en 1991 par l'association créative Master et se situe à l'adresse descente Saint-André, 22-B. En décembre 1998, le musée a déménagé dans un nouveau bâtiment sur la descente Saint-André, 2-B.
Dans les deux salles de l'exposition permanente du musée on a rassemblé des centaines de véritables objets anciens — livres, tableaux, objets, meubles et vêtements, des photos et des documents relatant des événements historiques liés à la Saint-André, et ses résidents célèbres :
- les écrivains Mikhaïl Boulgakov et Hryhir Tioutiounnyk ;
- les peintres, Grigory Dyachenko, Ivan Makushenko, Photius Krasitsky;
- les sculpteurs Theodore Balavensky et Ivan Kavaleridze ;
- les chercheurs-historiens, professeur à l'Académie de théologie de Kiev Golubeva, Titov ;
- le prêtre Alexander Glagolev ;
- le médecin F. Janovského et de nombreux autres.

L'exposition est construite de telle sorte qu'elle permette aux invités du musée d'effectuer un voyage le long de la descente Saint-André dans le temps et l'espace - de l'apôtre André à nos jours et de Église Saint-André à la place Kontraktova. Le hall d'exposition du musée accueille régulièrement des expositions historiques, documentaires et artistiques.

## Lien
- Le musée d'Une Rue — le site du musée.
- Le musée de la kiev2000 .com (ru)